# آنزور کیکنادزه
آنزور کیکنادزه (گرجی: ანზორ კიკნაძე؛ ۲۶ مارس ۱۹۳۴ – ۱۷ نوامبر ۱۹۷۷) جودوکار گرجی‌تبار اهل شوروی بود.
وی در مسابقات کشوری و بین‌المللی در مجموع برندهٔ ۴ مدال طلا، ۲ مدال نقره، ۳ مدال برنز شده‌است.